# Françoise Bettencourt Meyers
Françoise Bettencourt Meyers (Neuilly-sur-Seine, 10 juli 1953) is een Franse zakenvrouw, filantroop, schrijfster en pianiste. Ze is tevens miljardair-erfgename en de rijkste vrouw ter wereld met een geschat vermogen van $ 100 miljard in december 2023, volgens Forbes. Bettencourt is het enige kind van Liliane Bettencourt en kleindochter van L'Oréal oprichter Eugène Schueller. Haar moeder overleed in september 2017. Na haar overlijden verdrievoudigde het vermogen van Bettencourt door investeringen via haar familieholding, Tethys Invest, en de hoge waardering van L'Oréal-aandelen op de beurs.